# Obertures de la plaça d'en Dama
Les obertures de la plaça d'en Dama són una obra de Ripoll (Ripollès) protegida com a Bé Cultural d'Interès Local.

## Descripció
Conjunt format per una arcada a la planta baixa i dues obertures a la primera planta. L'arcada no és visible en la seva totalitat donat que el seu coronament està tapat pel balcó del primer pis i els laterals inferiors estan arrebossats. Sobre la dovella central es pot intuir una data (potser 1863). Algunes dovelles es troben tallades inferiorment degut a que l'arcada fou reconvertida en una porta rectangular. A la primera planta hi ha dues obertures amb un únic balcó, amb brancals i llinda de pedra picada -originalment eren dues finestres.